# La Cressa
La Cressa (en francès La Cresse) és un municipi francès situat al departament de l'Avairon i a la regió d'Occitània. Limita al nord amb Rivière-sur-Tarn, al nord-est amb Mostuéjouls, a l'oest amb Compeyre, a l'est amb Peyreleau, al sud-oest amb Paulhe, al sud amb Milhau i al sud-est amb La Roque-Sainte-Marguerite.

## Demografia
| 1962                                       | 1968 | 1975 | 1982 | 1990 | 1999 | 2006 |
| ------------------------------------------ | ---- | ---- | ---- | ---- | ---- | ---- |
| 232                                        | 239  | 214  | 231  | 255  | 273  | 301  |
| Des de 1962: població sense dobles comptes |      |      |      |      |      |      |

## Administració
| Període | Identitat          | Partit |
| ------- | ------------------ | ------ |
| 1995-   | Danièle Vergonnier | UMP    |